# Gerald Mayhew
Gerald Mayhew, född 31 december 1992, är en amerikansk professionell ishockeyforward som är kontrakterad till Minnesota Wild i National Hockey League (NHL) och spelar för Iowa Wild i American Hockey League (AHL). Han har tidigare spelat för Ferris State Bulldogs i National Collegiate Athletic Association (NCAA) och Cedar Rapids Roughriders i United States Hockey League (USHL).
Mayhew blev aldrig draftad.

## Statistik
| 2011–2012   | Cedar Rapids Roughriders | USHL        | 58  | 20 | 13 | 33  | 38  | 2  | 1 | 0 | 1  | 2  |
| 2012–2013   | Cedar Rapids Roughriders | USHL        | 59  | 16 | 28 | 44  | 25  | —  | — | — | —  | —  |
| 2013–2014   | Ferris State Bulldogs    | NCAA        | 36  | 8  | 12 | 20  | 14  | —  | — | — | —  | —  |
| 2014–2015   | Ferris State Bulldogs    | NCAA        | 40  | 11 | 12 | 23  | 32  | —  | — | — | —  | —  |
| 2015–2016   | Ferris State Bulldogs    | NCAA        | 41  | 16 | 25 | 41  | 59  | —  | — | — | —  | —  |
| 2016–2017   | Ferris State Bulldogs    | NCAA        | 33  | 17 | 18 | 35  | 61  | —  | — | — | —  | —  |
|             | Iowa Wild                | AHL         | 17  | 6  | 1  | 7   | 4   | —  | — | — | —  | —  |
| 2017–2018   | Iowa Wild                | AHL         | 72  | 16 | 16 | 32  | 36  | —  | — | — | —  | —  |
| 2018–2019   | Iowa Wild                | AHL         | 71  | 27 | 33 | 60  | 51  | 11 | 9 | 2 | 11 | 20 |
| 2019–2020   | Minnesota Wild           | NHL         | 1   | 1  | 0  | 1   | 0   | —  | — | — | —  | —  |
|             | Iowa Wild                | AHL         | 4   | 3  | 3  | 6   | 8   | —  | — | — | —  | —  |
| NHL totalt  | NHL totalt               | NHL totalt  | 1   | 1  | 0  | 1   | 0   | —  | — | — | —  | —  |
| AHL totalt  | AHL totalt               | AHL totalt  | 164 | 52 | 53 | 105 | 99  | 11 | 9 | 2 | 11 | 20 |
| NCAA totalt | NCAA totalt              | NCAA totalt | 150 | 52 | 67 | 119 | 166 | —  | — | — | —  | —  |
| USHL totalt | USHL totalt              | USHL totalt | 117 | 36 | 41 | 77  | 63  | 2  | 1 | 0 | 1  | 2  |